# سلطنت اسحاق
سلطنت اسحاق ( سومالیایی: Saldanadda Isaaq ، عربی: سلطنة الإسحاق ) یک پادشاهی سومالی بود که طی قرن های 18 و 19 بر مناطقی از شاخ آفریقا حکومت می کرد. سرزمینهای قبیله اسحاق در سومالی لند و اتیوپی امروزی را در بر می گرفت. 
سلطنت اسحاق در اواسط قرن هجدهم توسط سلطان گولد از زیرمجموعه عیدگلی از قبیله گرحجس تاسیس شد. تاجگذاری وی پس از نبرد پیروزمندانه لافاروگ رخ داد که در آن پدرش ، عبدی عیسی افسانه ای ، با موفقیت اسحاق را در نبرد هدایت کرد و قبایل آبسام را شکست داد ، و آنها را دائماً از منطقه Maroodi Jeex خارج کرد. روسای اسحاق پس از مشاهده رهبری و شجاعت وی ، پدرش عبدی را شناختند که به جای ترجیح دادن پسرش گلد ، از پذیرفتن عنوان سلطان خودداری کرد. گولد به عنوان اولین سلطان طایفه ایساق تاجگذاری خواهد شد. بدین ترتیب سلطان گولد تا زمان مرگ در اوایل قرن نوزدهم بر اسحاق حکمرانی کرد و پس از آن پسر بزرگش فرح جانشین وی شد.

### عضویت در سومالی لند انگلیس

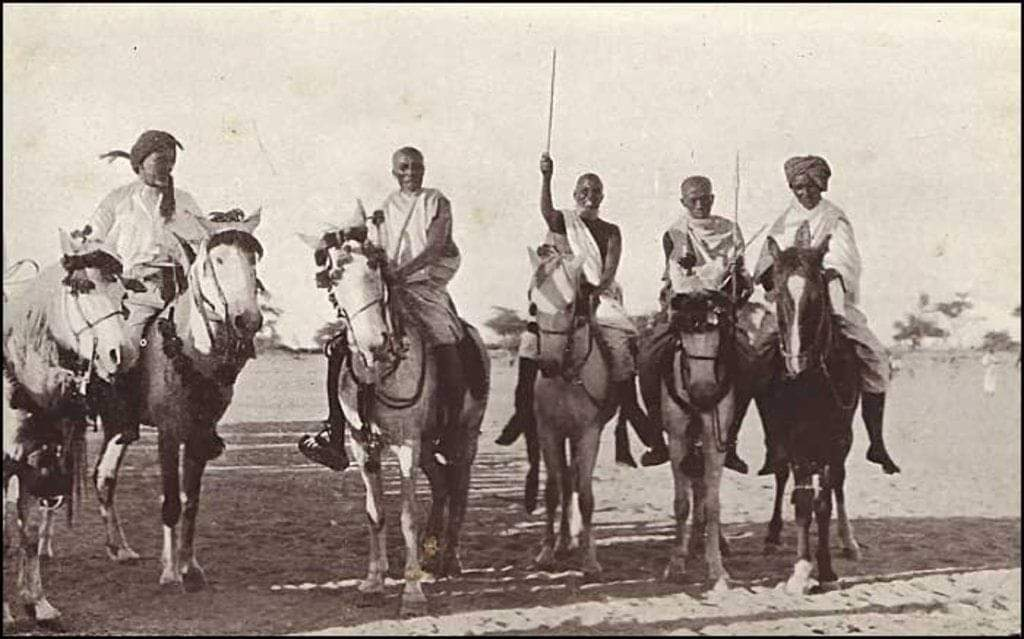
جنگجویان اسحاق سوار بر اسب

در اوایل سال 1880 سلطنت Isaaq به اتحادیه Ciidangale با زیرگروه Eidagale ، Arap و Ishaaq Arreh از حبر یونیس باقی مانده بود. در سال 1884-1886 انگلیس معاهداتی را با خاندانهای فرعی ساحلی امضا کرد و هنوز به هیچ وجه قابل توجهی به داخل کشور نفوذ نکرده بود.  سلطان دریا حسن همچنان به عنوان استاد ارشد Hargeisa و اطراف آن باقی ماند. وی که در همکاری با محمد عبدالله حسن و جنبش دراویش کار می کرد ، در اولین سال تأسیس جنبش با حسن تبادل نامه می کرد و در سال 1900 در هارگیزا شورش را برانگیخت. 

## حاکمان
|   | نام                           | سلطنت از            | سلطنت کن                               |
| - | ----------------------------- | ------------------- | -------------------------------------- |
| 1 | عبدی عیسی ( رئیس سنتی )       | اواسط دهه 1700 ~    | اواسط دهه 1700 ~                       |
| 2 | سلطان گولد عبدی ( سلطان اول ) | اواخر دهه 1700 پوند | 1808                                   |
| 3 | سلطان فرح سلطان گولد          | 1808                | 1845                                   |
| 4 | سلطان حسن سلطان فرح           | 1845                | 1870                                   |
| 5 | سلطان دیریه سلطان حسن         | 1870                | 1939 (ایجاد سومالی لند انگلیس در 1884) |